# رستم باتمانقلیچ
رستم باتمانقلیچ(زادهٔ ۲۸ نوامبر ۱۹۸۳ در واشینگتن) تهیه‌کننده و نوازندهٔ چند ساز گروه نیویورکی ایندی راک ومپایر ویکند است. او بنیان‌گذار گروه الکترو سول دیسکاوری نیز است.

## زندگی شخصی
باتمانقلیچ در واشینگتن بزرگ شده‌است. او همجنسگراست و در این‌باره با نشریاتی مثل اوت مصاحبه داشته‌است. مادر او نجمه باتمانقلیچ نویسنده برجسته کتاب‌های آشپزی و پدر او ناشر است. پدر و مادر او ایرانی هستند و در سال ۱۹۷۹ بعد از انقلاب اسلامی ایران به واشینگتن مهاجرت کردند.
برادر او زال باتمانقلیچ کارگردان است.